# Herbert Schelcher
Walter Herbert Schelcher (* 20. Januar 1883 in Dresden; † 7. Mai 1946 im Speziallager Nr. 1 Mühlberg) war ein deutscher Jurist und in der Zeit des Nationalsozialismus Präsident des Sächsischen Oberverwaltungsgerichts.

## Leben
Herbert Schelcher war der Sohn des königlich-sächsischen Ministerialbeamten und Verwaltungsjuristen Walter Schelcher (1851–1939). Nach dem Abitur 1901 am Kreuzgymnasium in Dresden studierte er Rechtswissenschaften an den Universitäten Freiburg i.Br., Heidelberg und Leipzig. Seit 1901 gehörte er wie schon sein Vater der Burschenschaft Frankonia Heidelberg an. Nach der Promotion im Jahr 1905 und juristischen Ausbildungsstationen in verschiedenen sächsischen Städten wurde er 1909 Assessor bei der Amtshauptmannschaft Annaberg. Zwei Jahre später wechselte er zur Amtshauptmannschaft Plauen und trat 1917 in den Dienst des sächsischen Innenministeriums. Von 1920 bis 1928 war Schelcher Amtshauptmann der Amtshauptmannschaft Auerbach. Im Jahr 1929 wurde er zum Ministerialrat im Innenministerium ernannt. Von Januar bis November 1932 war Schelcher sächsischer Preiskommissar. Am 1. Dezember 1932 übernahm er die Leitung der 1. Abteilung des Innenministeriums.
Während der ersten Phase der Machtübernahme der NSDAP in Sachsen durch den Reichskommissar und SA-Obergruppenführer Manfred von Killinger war Schelcher von März bis Mai 1933 Leiter der Sächsischen Staatskanzlei. Am 6. Mai wurde er wieder Abteilungsleiter im Innenministerium. Zum 1. November 1933 erfolgte seine Berufung zum Präsidenten des Sächsischen Oberverwaltungsgerichts. Im Jahr 1937 trat er in die NSDAP ein. Aufgrund der zunehmenden Reduzierung der Tätigkeit des OVG wurde er 1941 ans Reichsverwaltungsgericht (RVG) in Berlin abgeordnet, wo er bis zum Kriegsende 1945 als Senatspräsident für Steuern und Kommunalabgaben zuständig war. Fünf Jahre zuvor hatte Schelcher im Reichsverwaltungsblatt den ersten Entwurf eines Gesetzes zur Errichtung eines Reichsverwaltungsgerichts veröffentlicht, der von der Fachgruppe Verwaltung des Gaues Dresden im Bund Nationalsozialistischer Deutscher Juristen erarbeitet worden war. Im Dezember 1942 wurde er für die Dauer der Abwesenheit des RVG-Vizepräsidenten Herbert Bach mit der Stellvertretung des Präsidenten beauftragt.
Neben seiner Tätigkeit als Verwaltungsrichter hatte Schelcher auch Lehraufträge an der Technischen Hochschule Dresden. Im Jahr 1936 wurde er Lehrbeauftragter für Öffentliches Recht und 1938 nebenamtlicher Leiter des Juristischen Seminars. Im Jahr darauf wurde er zusätzlich an die Verwaltungsakademie Dresden berufen. 1942 erfolgte seine Berufung zum Professor für Staats-, Verwaltungs- und Öffentliches Recht an der TH Dresden. Im Jahr 1938 übernahm Schelcher bis zur Einstellung 1941 die Herausgeberschaft von Fischers Zeitschrift für Verwaltungsrecht von seinem Vater, die dieser seit 1900 innehatte.
Nach dem Ende des Zweiten Weltkrieges war Schelcher noch kurze Zeit bis Herbst 1945 als Berater für die Landesverwaltung Sachsen tätig. Im Februar 1946 wurde er verhaftet und in das Speziallager Nr. 1 Mühlberg gebracht, wo er wenige Monate später starb.